# Михалицыны
Михалицыны — деревня в Котельничском районе Кировской области России. Входит в состав Юбилейного сельского поселения.

## География
Располагается на расстоянии примерно 17 км по прямой на север от райцентра города Котельнич.

## История
Известна с 1678 года как починок Жирнегин с 1 двором, в 1764 36 жителей. В 1873 году здесь (деревня Жирнегинская или Михалицыны) отмечено дворов 10 и жителей 130, в 1905 19 и 174, в 1926 21 и 138, в 1950 25 и 92, в 1989 оставалось 49 человек.

## Население
| 2010 |
| ---- |
| 19   |

### Национальный состав
Согласно результатам переписи 2002 года, в национальной структуре населения русские составляли 100 % из 29 чел.

## Инфраструктура
Личное подсобное хозяйство.

## Транспорт
Автодорога 33Н-081 проходит через деревню.